# Лев в геральдике
Лев и его разновидность леопард — один из старейших и самых популярных геральдических символов. Согласно Лакиеру, лев является символом силы, мужества и великодушия, а леопард — храбрости и отваги. В связи с тем, что лев очень часто встречается в гербах, для описания различных типов геральдических львов придуманы специальные названия. Хотя в геральдике встречаются львы всех тинктур, наиболее распространённой из них является золото. В гербе лев часто бывает представлен один; но их может быть и два; если же число их больше, то они иногда называются львятами (фр. lionceaux). Повёрнуты львы всегда[прояснить]в левую (геральдически правую) сторону.

## Типы геральдических львов
| Поза или атрибут            | Поза или атрибут (фр.) | Описание | Изображение |
| --------------------------- | ---------------------- | --- | ----------- |
| Восстающий                  | Rampant                | Обыкновенная геральдическая поза льва — в профиль, так что видны одно его ухо и один глаз. Он представляется стоящим на задних лапах, а передними бросающимся вправо; окровавленный язык выходит из пасти, хвост же его поднят кверху и концом падает на спину. Такой лев называется восстающим (фр. rampant), однако так как для льва такая позиция является нормальной, при описании этот термин может опускаться. |             |
| Шествующий или идущий       | Passant                | Шествующий или идущий лев изображается опирающимся на три лапы, а переднюю правую лапу вытянувшим вперёд и немного вверх. Такой лев называется леопардовым или леопардоподобным львом (фр. lion léopardé). |             |
| Шествующий, смотрящий впрям | Passant Guardant       | Шествующий лев, голова которого повёрнута в сторону зрителя, называется леопардом. Подробнее см. раздел лев и леопард. |             |
| Восстающий, смотрящий впрям | Rampant Guardant       | Восстающий лев с головой, повёрнутой в сторону зрителя, называется львиным леопардом (фр. léopard lioné). |             |
| Стоящий                     | Statant                | Если лев не является ни восстающим, ни шествующим, а стоит на всех четырёх лапах, его называют стоя́щим. |             |
| Стоящий, смотрящий впрям    | Statant Guardant       | Стоящий лев с головой, повёрнутой в сторону зрителя, называется стоящим леопардом. |             |
| Прыгающий                   | Salient                | Прыгающим называется лев, изображённый с сомкнутыми задними лапами и вытянутыми вверх и вперёд передними лапами. |             |
| Сидящий                     | Sejant                 | Сидящим называется лев с поджатыми задними лапами, опирающийся на вытянутые передние лапы. Если у льва поднята правая передняя лапа, то он называется сидящим с поднятой правой лапой. Сидящий лев, туловище и голова которого повёрнуты в сторону зрителя, называется сидящим впрям. Сидящий впрям лев может изображаться с поднятыми передними лапами, и в этом случае описывается особо.                          |             |
| Восстающе-сидящий           | Sejant erect           | Сидящий лев с верхними лапами, расположенными как у восстающего льва, называется восстающе-сидящим. |             |
| Отдыхающий                  | Couchant               | Сидящий лев с вытянутыми вперёд передними лапами, на которые он опирается, называется отдыхающим. |             |
| Спящий                      | Dormant                | Спящим называется отдыхающий лев с головой, положенной на передние лапы. |             |
| Обернувшийся                | Regardant              | Лев с повёрнутой назад головой называется обернувшимся. Обернувшимся может быть как восстающий, так и шествующий лев. |             |

Вооружённый коронованный лев с раздвоенным хвостом в малом гербе Чехии

Вооружённый, смирный и коронованный лев
Вооружённым (фр. arme) называется лев, у которого когти и зубы не того цвета, каким окрашено все тело, а также высунут язык. Животное без зубов, когтей и высунутого языка называют смирным или безоружным (фр. morne). Лев, голова которого увенчана короной, называется коронованным (фр. couronne).
Рождающийся, вырастающий и выходящий лев
Рождающимся или возникающим (фр. naissant) называется лев, у которого видна только верхняя часть тела. Если такой лев касается снизу верхней части какой-либо фигуры, края щита или поля, то он называется вырастающим. Фигура льва, изображенная по пояс и появляющаяся справа или слева называется выходящим (фр. issant).
Противопоставленный и противоидущий лев
Два восстающих льва, обращённых к друг другу, называются противопоставленными или борющимися. Если львы повёрнуты друг к другу спинами, они называются противопоставленными обращёнными. Разнонаправленные шествующие львы называют противоидущими, причём львы могут быть расположены как в столб, так и в пояс. В случае расположения в пояс, противостоящие львы расположены хвостами друг к другу.
Голова льва и типы хвоста
Иногда в гербах изображается только голова льва. Голова с шеей называется оторванной (с клочьями шерсти по нижнему краю) или отрезанной (с прямым нижним краем). В зависимости от типа хвоста лев может быть двухвостый, с раздвоенным, с завязанным,с поджатым или с драконьим хвостом. Лев, лишённый хвоста, называется бесхвостым (фр. diffame) или опозоренным.
Расчленённый лев и лев с поноской во рту
В случае, если лев изображён с отделёнными от тела головой, нижними частями лап и хвостом, он называется расчленённым. Восстающий лев, держащий в зубах палку, называется с поноской во рту.
Двуглавый, двутелый и трёхтелый лев
Восстающий лев с двумя головами, каждая из которых на собственной шее, называется двуглавым. Лев с одной повёрнутой в сторону зрителя головой, но с двумя противопоставленными телами, называется двутелым. Бывает также и трёхтелый лев, изображающийся наподобие вилообразного креста, сочленением которого является повёрнутая впрям львиная голова.

## Лев и леопард
В геральдике разница между терминами «лев» и «леопард» является не зоологической, а сугубо геральдической, и разница эта — в позе. Леопард представляется идущим или шествующим (фр. passant): опирается на три лапы, а четвёртую (правую переднюю) заносит вперёд и немного вверх; голова его повёрнута на зрителя (то есть он, в терминах геральдики, настороже́). Если же голова такого шествующего зверя обращена в профиль, то его называют леопардовым львом (фр. lion leoparde). Естественный леопард в геральдике существует, но описывается в новоевропейской геральдике словосочетаниями «натуральный леопард» или «естественный леопард», а в российской — барс. Если в блазоне указан просто леопард, то под ним понимается животное лев в определённой позе.

## Галерея

Восстающие львы
Щит герба Болгарии
Лев Иуды в гербе Иерусалима
Герб Леона
Герб Нидерландов
Герб Норвегии
Герб Финляндии
Герб Шотландии
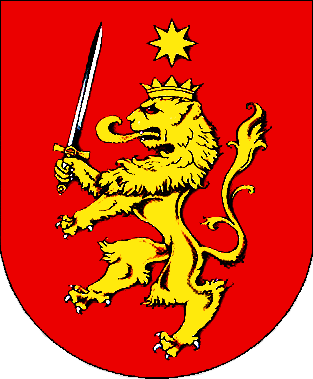
Герб Паричей, Беларусь
Герб Болгарии
Пфальцский лев
Герб Львовской области
Герб Бауски
Герб Лиепаи
Герб Белгорода
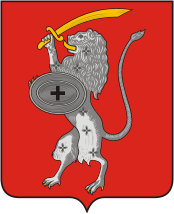
Герб Чекалина
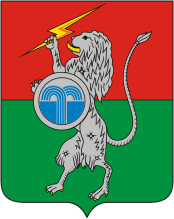
Герб Суворовского района
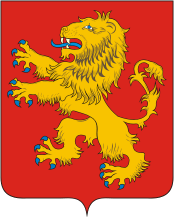
Герб Ржева
Герб Красноярска
Герб Владимира

Леопарды или Шествующие львы
Герб Аквитанского Герцогства
Герб Англии
Герб Дании
Герб Эстонии
Герб Львова

Отдыхающие львы
Герб Белгородской области
Герб Бендер